# Australia's Next Top Model (mùa 1)
Mùa thi đầu của loạt chương trình Australia's Next Top Model bắt đầu phát sóng từ ngày 11 tháng 01, 2005 với 10 cô gái tranh tài với nhau để giành danh hiệu cao quý nhất. Với mùa thi này, không có ghi hình tại địa điểm nước ngoài. Tập cuối cùng được tổ chức ghi hình tại Melbourne.
10 thí sinh nữ từ khắp nơi trên toàn lãnh thổ Úc tụ họp tại Sydney, họ cùng nhau sống chung trong 8 tuần liên tiếp, phải san sẻ với nhau tất cả vật dụng trong ngôi nhà và cạnh tranh để giành danh hiệu cũng như giải thưởng chương trình đặt ra.
Gemma Sanderson là người chiến thắng đầu tiên của loạt chương trình này. Giải thưởng dành cho người chiến thắng bao gồm:
- 1 hợp đồng với công ty quản lý người mẫu Chic Model Management
- 1 chuyến đi được bao trọn chi phí đến Milan để gặp gỡ đại diện của Fashion Model Management cùng tiền mặt trị giá $1.000
- 8 trang ảnh trong tạp chí Cleo
- Xuất hiện chính trong chiến dịch quảng bá toàn quốc của thương hiệu mỹ phẩm Napoleon trong suốt một năm.

## Các thí sinh
(Độ tuổi được tính từ ngày dự thi)
| Thí sinh           | Tuổi | Chiều cao              | Quê quán   | Bị loại ở | Hạng        |
| ------------------ | ---- | ---------------------- | ---------- | --------- | ----------- |
| Naomi Thompson     | 22   | 1,70 m (5 ft 7 in)     | Townsville | Tập 1     | 10          |
| Nicole Fraser      | 19   | 1,78 m (5 ft 10 in)    | Albury     | Tập 2     | 9           |
| Atong Mulual       | 19   | 1,77 m (5 ft 9+1⁄2 in) | Sydney     | Tập 3     | 8           |
| Allana Ridge       | 20   | 1,75 m (5 ft 9 in)     | Sydney     | Tập 4     | 7 (bỏ cuộc) |
| Zoe McDonald       | 20   | 1,85 m (6 ft 1 in)     | Gold Coast | Tập 5     | 6           |
| Simmone Duckmanton | 19   | 1,75 m (5 ft 9 in)     | Melbourne  | Tập 6     | 5           |
| Sam Morley         | 20   | 1,76 m (5 ft 9+1⁄2 in) | Gold Coast | Tập 7     | 4           |
| Shannon McGuire    | 20   | 1,73 m (5 ft 8 in)     | Perth      | Tập 8     | 3           |
| Chloe Wilson       | 19   | 1,75 m (5 ft 9 in)     | Adelaide   | Tập 8     | 2           |
| Gemma Sanderson    | 22   | 1,78 m (5 ft 10 in)    | Newcastle  | Tập 8     | 1           |

## Các tập phim

### Tập 1: The Girl Who Makes A Poor Mark
Lên sóng: 11 tháng 1 năm 2005
10 cô gái tham vọng đã được gặp Erika xuất hiện từ du thuyền tại nhà hàng Catalina, trước khi được gặp giám khảo Alex Perry và đã phải tự thay đồ, làm tóc và trang điểm trong 20 phút cho thử thách trình diễn thời trang trước khán giả trong nhà hàng. Sau đó, họ được di chuyển đến ngôi nhà chung của mình. Ngày hôm sau, Erika đến gặp họ để học về tầm quan trọng của việc tập thể dục và ăn uống lành mạnh, trước khi họ được kiểm tra số đo cơ thể của mình với huấn luyện viên Brad Spence. Sau đó, các cô gái cùng với Erika đã tổ chức sinh nhật cho Zoe, trước khi được tham dự một bữa tiệc cocktail hạng A với nhiều khách mời nổi tiếng. Ngày tiếp theo, họ đã có một buổi bikini wax.
Ngày hôm sau, họ đã phải thức dậy vào sáng sớm cho buổi chụp hình đầu tiên trên bãi biển trong hãng áo tắm của stylish Michael Azzolini. Sau đó, họ đã có một buổi tối giải trí trong quán bar. Vào buổi đánh giá đầu tiên ở ngày kế tiếp với sự xuất hiện của giám khảo khách mời là Nick Leary, Chloe có tấm hình đẹp nhất còn Naomi là thí sinh đầu tiên bị loại khỏi cuộc thi.
- Nhiếp ảnh gia: Nick Leary
- Khách mời đặc biệt: Brad Spence, Napoleon Perdis

### Tập 2: The Girl Who Strikes Again
Lên sóng: 18 tháng 1 năm 2005
9 cô gái còn lại được đưa tới trung tâm cưỡi ngựa quốc tế Sydney cho một buổi học cưỡi ngựa. Sau đó, họ được đưa tới trường dạy khiêu vũ Dance Central cho một buổi học catwalk từ Alex và người mẫu Mink Sadowsky. Ngày hôm sau, họ quay lại Dance Central cho thử thách trình diễn thời trang trong nhiều kiểu váy khác nhau, Gemma chiến thắng thử thách và cô chọn Chloe để nhận phần thưởng là được tham dự một bữa tiệc cocktail và được gặp Hoa hậu Hoàn vũ 2004, Jennifer Hawkins. Ngày tiếp theo, các cô gái đã có một buổi nói chuyện với chuyên gia dinh dưỡng Gina Byrne về chế độ ăn uống phù hợp. 
Ngày hôm sau, họ được đưa tới tiệm làm đẹp Smyth & Fitzgerald cho một buổi làm móng và được chỉnh lông mày từ chuyên gia Sharon-Lee Hamilton. Ngày kế tiếp, họ được đưa tới một vùng quê cho buổi chụp hình tiếp theo trong trang phục sặc sỡ, trong khi họ phải tạo dáng trên lưng ngựa. Vào buổi đánh giá ở ngày hôm sau với sự xuất hiện của giám khảo khách mời là Sharon-Lee Hamilton, họ đã có thử thách catwalk trước mặt ban giám khảo. Kết quả là Gemma có tấm ảnh đẹp nhất còn Nicole là thí sinh tiếp theo bị loại khỏi cuộc thi.
- Nhiếp ảnh gia: Nick Leary
- Khách mời đặc biệt: Mink Sadowsky, Jennifer Hawkins, Gina Byrne, Christina Fitzgerald, Sharon-Lee Hamilton, Sally Sharpe

### Tập 3: The Girl Who Breaks The Edge
Lên sóng: 25 tháng 1 năm 2005
8 cô gái còn lại được đưa tới tiệm salon Joh Bailey để nhận diện mạo mới của mình. Sau đó, họ được đưa tới học viện trang điểm Napoleon Perdis cho một buổi học trang điểm từ chuyên gia trang điểm Emanuel Perdis, trước khi họ có một buổi chiều vui vẻ tại quán bida và được xem lại video vòng sơ tuyển của họ tại ngôi nhà chung.
Ngày hôm sau, các cô gái được đưa tới lâu đài tổ chức lễ cưới Curzon Hall cho buổi chụp hình tiếp theo trong đồ lót, trong khi họ phải tạo dáng theo cặp. Sau đó, họ được đưa tới học viện boxing Tszyu cho một buổi tập thể dục với vận động viên Kostya Tszyu, trước khi họ được quay lại học viện trang điểm Napoleon Perdis cho thử thách trang điểm theo mẫu trong 15 phút, Simmone chiến thắng thử thách và đã chọn Chloe nhận phần thưởng là một bữa ăn tối với 4 người mẫu nam trong khi các thí sinh còn lại phải nấu cho họ. Vào buổi đánh giá ở ngày tiếp theo với sự xuất hiện của giám khảo khách mời là Joh Bailey, họ đã có thử thách tạo mẫu tóc theo kiểu dự tiệc thảm đỏ. Kết quả là Simmone có tấm ảnh đẹp nhất còn Atong là thí sinh tiếp theo bị loại khỏi cuộc thi.
- Nhiếp ảnh gia: Steven Chee
- Khách mời đặc biệt: Joh Bailey, Emanuel Perdis, Kostya Tszyu

### Tập 4: The Girl Who Loses Her Faith
Lên sóng: 1 tháng 2 năm 2005
7 cô gái còn lại được đưa tới trường kịch Actors Centre cho một buổi học diễn xuất với huấn luyện viên diễn xuất Dean Carey, trước khi họ được cho lời thoại để học thuộc cho thử thách ngày mai. Sau đó, họ được đưa tới trường dạy khiêu vũ Bobbi's Pole Studio cho một buổi học múa cột với vũ công Bobbi Vivoda. Ngày hôm sau, họ được quay lại trường kịch Actors Centre cho thử thách diễn xuất với diễn viên Blair McDonough, Sam chiến thắng thử thách và đã chọn Allana và Zoe để nhận thưởng là được tham dự một bữa tiệc ra mắt cho một tạp chí.
Ngày tiếp theo, đạo diễn Jens Hertzum đến gặp các cô gái tại ngôi nhà chung cho một buổi quay quảng cáo cho dao cạo Venus Gillette. Sau đó, tất cả đã phải họp ngôi nhà chung để nói về việc Allana đã phạm luật khi cô liên tục dẫn bạn trai tới gặp mình trong khi họ không được phép làm vậy, dẫn tới kết quả là cô muốn xin dừng cuộc thi vì nhớ bạn trai và biết rằng là cô cũng sẽ bị tước quyền thi đấu, mặc cho Erika đến để khuyên cô suy nghĩ lại. Chính vì thế, Sam đã chọn Simmone thay vì Allana để cùng với Zoe đi tham dự một bữa tiệc ra mắt cho một tạp chí. Ngày hôm sau, họ đã có buổi chụp hình chân dung với nhện. Vào buổi đánh giá ở ngày kế tiếp với sự xuất hiện của giám khảo khách mời là Dean Carey, họ đã có thử thách diễn xuất với một bí mật của mình. Kết quả là Shannon có tấm ảnh đẹp nhất còn Chloe & Zoe rơi vào cuối bảng, nhưng vì Allana dừng cuộc thi nên sẽ không có ai bị loại.
- Nhiếp ảnh gia: Sam Borich
- Khách mời đặc biệt: Dean Carey, Bobbi Vivoda, Blair McDonough, Jens Hertzum, Steve Fellenberg

### Tập 5: The Girl Who Has The Flaws
Lên sóng: 8 tháng 2 năm 2005
Alex đến gặp 6 cô gái còn lại tại ngôi nhà chung để kiểm tra kỹ năng catwalk của họ. Sau đó, họ đã có một buổi học về cách quảng cáo sản phẩm từ cố vấn quan hệ công chúng Prue Macsween. Ngày hôm sau, Erika cùng với cố vấn quan hệ công chúng Nikki Andrews đến gặp họ tại ngôi nhà chung để học cách đối mặt với truyền thông khi họ được chia cặp với nhau để phỏng vấn lẫn nhau và Gemma bắt đầu bị suy sụp trong buổi học khi cô tiết lộ rằng mình bị trầm cảm. 
Ngày tiếp theo, các cô gái được đưa tới một trường đua ngựa cho thừ thách trình diễn thời trang trước giới truyền thông và sau đó là một cuộc phỏng vấn với biên tập viên của tạp chí Cleo, Nedahl Stelio. Kết quả là Shannon chiến thắng thử thách và cô chọn Simmone để nhận thưởng là một người thân của mình sẽ đến thăm mình. Ngày hôm sau, họ được đưa tới bến cảng Circular Quay cho buổi chụp hình tiếp theo thân mật với vận động viên bơi lội Olympic, Geoff Huegill. Trong lúc Simmone đạng chụp hình, thì bạn của cô và những thí sinh khác bắt đầu hát mừng sinh nhật cho cô. Vào buổi đánh giá ở ngày kế tiếp với sự xuất hiện của giám khảo khách mời là Nedahl Stelio, họ đã có thử thách phỏng vấn với việc vì sao người khác nên bị loại. Kết quả là Chloe có tấm ảnh đẹp nhất còn Zoe là thí sinh tiếp theo bị loại khỏi cuộc thi.
- Nhiếp ảnh gia: Michelle Holden
- Khách mời đặc biệt: Prue Macsween, Nikki Andrews, Joh Bailey, Nedahl Stelio, Geoff Huegill

### Tập 6: The Girl Who Breaks Down
Lên sóng: 15 tháng 2 năm 2005
5 cô gái còn lại được đưa tới Fitness First cho một buổi tập thể dục với huấn luyện viên Brad Spence, trước khi họ được đưa tới vũ đoàn Sydney Dance Company cho một buổi học nhảy gõ chân. Ngày hôm sau, họ được trải nghiệm lái thuyền trên biển Tasman. Quay về ngôi nhà chung, họ được người nhãn thông Marlene Stoten đến thăm để tiên đoán về tương lai của họ.
Ngày tiếp theo, họ được quay lại vũ đoàn Sydney Dance Company cho thử thách nhảy vũ đạo theo nhạc, Simmone chiến thắng thử thách và cô chọn Shannon để nhận thưởng là một bữa trưa ở nhà hàng sang trọng, còn các thí sinh còn lại phải luyện tập ngoài trời với Brad Spence vào ngày mai. Quay về ngôi nhà chung, mỗi người được nhận một hộp quần áo từ Peter Alexander. Ngày kế tiếp, họ được quay lại trường dạy khiêu vũ Bobbi's Pole Studio cho buổi chụp hình tiếp theo quảng cáo giày, khi họ phải hóa thân thanh vũ công múa cột. Vào buổi đánh giá ở ngày hôm sau với sự xuất hiện của giám khảo khách mời là Stephen Lee, họ đã có thử thách nhảy trong 60 giây. Kết quả là Sam có tấm ảnh đẹp nhất còn Simmone là thí sinh tiếp theo bị loại khỏi cuộc thi.
- Nhiếp ảnh gia: Andrew Gash
- Khách mời đặc biệt: Brad Spence, Ben Read, Marlene Stoten, Sally Sharpe, Stephen Lee

### Tập 7: The Girl Who Has One Look
Lên sóng: 22 tháng 2 năm 2005
4 cô gái còn lại được đưa tới cửa hàng thời trang Zimmermann để tìm hiểu về phong cách cá nhân của mình từ 2 nhà thiết kế là Nicole Zimmerman & Simone Zimmerman, khi họ đã có 10 phút để chọn một bộ trang phục nói lên phong cách của mình. Sau đó, họ đã có bữa trưa ở một nhà hàng. Ngày hôm sau, họ được đưa tới một khu trung tâm mua sắm cho thử thách phối đồ theo kiểu đi casting trong 1 tiếng với $200, Chloe chiến thắng thử thách và cô chọn Shannon để nhận thưởng là được thư giãn spa tại ngôi nhà chung.
Ngày tiếp theo, các cô gái đã phải lột đồ cho buổi chụp hình tiếp theo trong phong cách thời trang cao cấp kỳ lạ, khi họ sẽ không mặc gì ngoài giấy vàng. Ngày hôm sau, họ được học về cách cư xử trên bàn ăn với nữ doanh nhân June Dally-Watkins. Vào buổi đánh giá ở ngày kế tiếp với sự xuất hiện của giám khảo khách mời là Michael Azzollini, các cô gái đã có thử thách tự thiết một chiếc áo theo phong cách haute couture và trang điểm trong 15 phút. Kết quả là Shannon có tấm ảnh đẹp nhất còn Sam là thí sinh tiếp theo bị loại khỏi cuộc thi.
- Nhiếp ảnh gia: Nick Leary
- Khách mời đặc biệt: Nicole Zimmerman, Simone Zimmerman, Brad Ngata, June Dally-Watkins

### Tập 8: The Girl Who Becomes Australia's Next Top Model
Lên sóng: 1 tháng 3 năm 2005
3 cô gái còn lại được đưa tới tiệm salon Joh Bailey và họ được nhận một diện mạo mới khác. Quay về ngôi nhà chung, Erika tới để thông báo rằng họ sẽ được bay tới Melbourne trong 1 tiếng nữa. Ngày hôm sau, họ được đưa tới Daylight Studios cho buổi chụp hình cuối cùng là ảnh chân dung vẻ đẹp cho mỹ phẩm Napoleon Perdis, trước khi có một buổi casting cho Zambesi. Quay về khách sạn, họ được chuyên gia trang điểm Napoleon Perdis sử dụng làm người mẫu cho một buổi học trang điểm và nhận được bất ngờ khi họ được gặp lại Simmone, thí sinh bị loại trước đó.
Ngày tiếp theo, các cô gái lại có một buổi casting nữa cho nhà thiết kế Nicola Finetti. Sau đó, họ được tham dự buổi khai trương của Mercedes Australian Fashion Week. Vào buổi đánh giá ngày hôm sau với sự xuất hiện của giám khảo khách mời là Napoleon Perdis, họ đã có thử thách trình diễn thời trang trước mặt ban giám khảo. Kết quả là Chloe là thí sinh vào chung kết đầu tiên, Gemma là thí sinh tiếp theo còn Shannon là thí sinh cuối cùng bị loại. Sau đó, Chloe và Gemma đã có buổi trình diễn thời trang cuối cùng cho Mercedes Australian Fashion Week, khi họ sẽ trình diễn cho 2 nhà thiết kế là Nicola Finetti và Zambesi. Vào buổi đánh giá cuối cùng ngày kế tiếp, Gemma trở thành quán quân đầu tiên của Australia's Next Top Model.
- Nhiếp ảnh gia: Monty Cole
- Khách mời đặc biệt: Napoleon Perdis, Elisabeth Findlay, Nicola Finetti, Mink Sadowsky

### Tập 9: Reunited and Exposed
Lên sóng: 8 tháng 3 năm 2005
10 thí sinh của mùa giải này đã tái hợp với nhau để nói lên cảm nhận của họ trong cuộc thi và những cảnh quay chưa được tiết lộ sẽ được phát sóng.

## Kết quả
| 1  | Chloe   | Gemma   | Simmone | Shannon   | Chloe   | Sam     | Shannon | Chloe   | Gemma |  |  |  |
| 2  | Allana  | Sam     | Gemma   | Sam       | Sam     | Shannon | Gemma   | Gemma   | Chloe |  |  |  |
| 3  | Simmone | Shannon | Sam     | Simmone   | Simmone | Chloe   | Chloe   | Shannon |       |  |  |  |
| 4  | Shannon | Chloe   | Zoe     | Gemma     | Gemma   | Gemma   | Sam     |         |       |  |  |  |
| 5  | Zoe     | Simmone | Chloe   | Chloe Zoe | Shannon | Simmone |         |         |       |  |  |  |
| 6  | Gemma   | Atong   | Shannon | Chloe Zoe | Zoe     |         |         |         |       |  |  |  |
| 7  | Sam     | Zoe     | Allana  | Allana    |         |         |         |         |       |  |  |  |
| 8  | Atong   | Allana  | Atong   |           |         |         |         |         |       |  |  |  |
| 9  | Nicole  | Nicole  |         |           |         |         |         |         |       |  |  |  |
| 10 | Naomi   |         |         |           |         |         |         |         |       |  |  |  |

     Thí sinh bị loại
     Thí sinh dừng cuộc chơi
     Thí sinh an toàn trong 2 người cuối bảng
     Thí sinh chiến thắng cuộc thi
- Trong tập 4, Allana dừng cuộc thi vì lí do cá nhân. Vì thế, Chloe & Zoe được cứu khi họ rơi vào cuối bảng.
- Tập 9 là tập tái hợp các thí sinh.

### Buổi chụp hình
- Tập 1: Áo tắm ở bãi biển
- Tập 2: Thời trang sặc sỡ trên lưng ngựa
- Tập 3: Đồ lót trên cầu thang theo nhóm
- Tập 4: Chụp hình vẻ đẹp với nhện
- Tập 5: Thân mật với VĐV bơi Geoff Huegill
- Tập 6: Múa cột
- Tập 7: Khỏa thân trên người với giấy vàng
- Tập 8: Vẻ đẹp trang điểm cho mỹ phẩm Napoleon